# Ritratti a memoria
Ritratti a memoria (titolo originale: Portraits from Memories and other Essays) è una raccolta di saggi di Bertrand Russell (1872-1970) pubblicata in lingua originale nel 1956. A partire dal 1980 il titolo dell'edizione italiana è stato cambiato in: Una filosofia per il nostro tempo e altri saggi.

## Contenuto
La raccolta fu curata da Bertrand Russell all'età di 82 anni. I primi sette capitoli sono soprattutto autobiografici: l'autore rievoca l'infanzia, la giovinezza, gli studi universitari all'università di Cambridge, i personaggi conosciuti sin dai tempi dell'università, l'opposizione al primo conflitto mondiale. I successivi tredici capitoli finali riguardano temi di ordine filosofico, concernenti l'etica, il problema della conoscenza, la scienza, il futuro dell'umanità.

## Capitoli
- Adattamento: un'epitome autobiografica (Adaptation: An Autobiographical Epitome)
- Sei conversazioni autobiografiche (Six Autobiographical Essays)

I. Perché mi diedi alla filosofia (Why I Took to Philosophy)
II. Alcuni contatti filosofici (Some Philosophical Contacts)
III. Esperienze di un pacifista nella prima guerra mondiale (Experiences of a Pacifist in the First World War)
IV. Dalla logica alla politica (From Logic to Politics)
V. Convinzioni: scartate e conservate (Beliefs: Discarded and Retained)
VI. Speranze: avverate e deluse (Hopes: Realized and Disappointed)
- Del modo d'invecchiare (How to Grow Hold)
- Ottant'anni (Reflections on My Eightieth Birthday)
- Ritratti a memoria (Portraits from Memories)

I. Alcuni personaggi di Cambridge della fine dell'800 (Some Cambridge Dons of the Nineties)
II. Alcune figure del tempo mio a Cambridge (Some of My Contemporaries at Cambridge)
III. George Bernard Shaw
IV. H. G. Wells
V. Joseph Conrad
VI. George Santayana
VII. Alfred North Whitehead
VIII. Sidney e Beatrice Webb (Sidney and Beatrice Webb)
IX. D. H. Lawrence
- Lord John Russell
- John Stuart Mill
- Spirito e materia (Mind and Matter)
- Il culto dell'«uso comune» (The Cult of "Common Usage")
- Conoscenza e saggezza (Knowledge and Wisdom)
- Una filosofia per il nostro tempo (A Philosophy for Our Time)
- In difesa del pensar chiaro (A Plea for Clear Thinking)
- La storia come arte (History As an Art)
- Come scrivo (How I Write)
- La via della felicità (The Road to Happiness)
- Sintomi del 1984 di Orwell (Symptoms of Orwell's 1984)
- Perché non sono comunista (Why I Am Not a Communist)
- La minaccia per l'uomo (Man's Peril)
- Passi verso la pace (Steps toward Peace)

## Edizioni
- Portraits from memory and other essays, London: G. Allen & Unwin, 1956
- Portraits from memory and other essays, New Yotk: Simon and Schuster, 1958
- Portraits from memory and other Essays, London: Readers Union: George Allen & Unwin, 1958
- Ritratti a memoria; traduzione di Raffaella Pellizzi, Coll. I Marmi n. 16, Milano: Longanesi & C., 1958
- Ritratti a memoria; traduzione di Raffaella Pellizzi, Coll. Pocket / I super pocket n. 210, Milano: Longanesi, 1969 (copyright)
- Una filosofia per il nostro tempo e altri saggi; traduzione di Raffaella Pellizzi, Coll. Piccola biblioteca n. 34, Milano: Longanesi, 1980 (stampa)
- Bertrand Russell, Una filosofia per il nostro tempo e altri saggi; traduzione di Raffaella Pellizzi, Milano: TEA, 1995, ISBN 88-7819-726-2